# Ostmitteldeutsche Dialekte

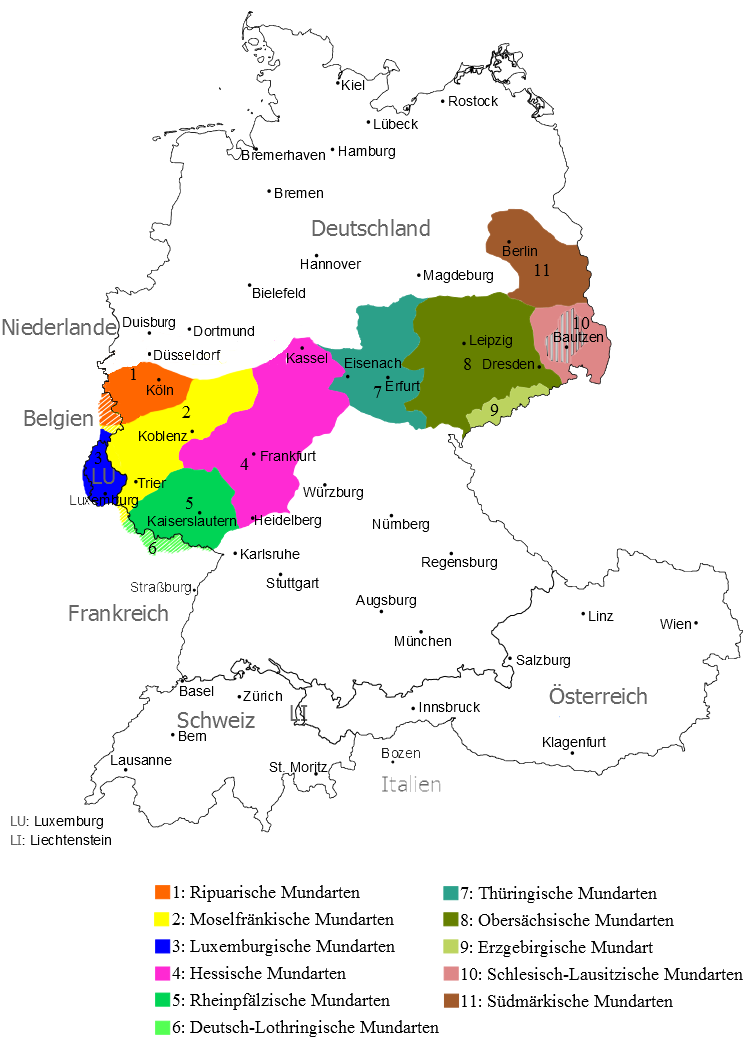
Mitteldeutsche Mundarten nach 1945

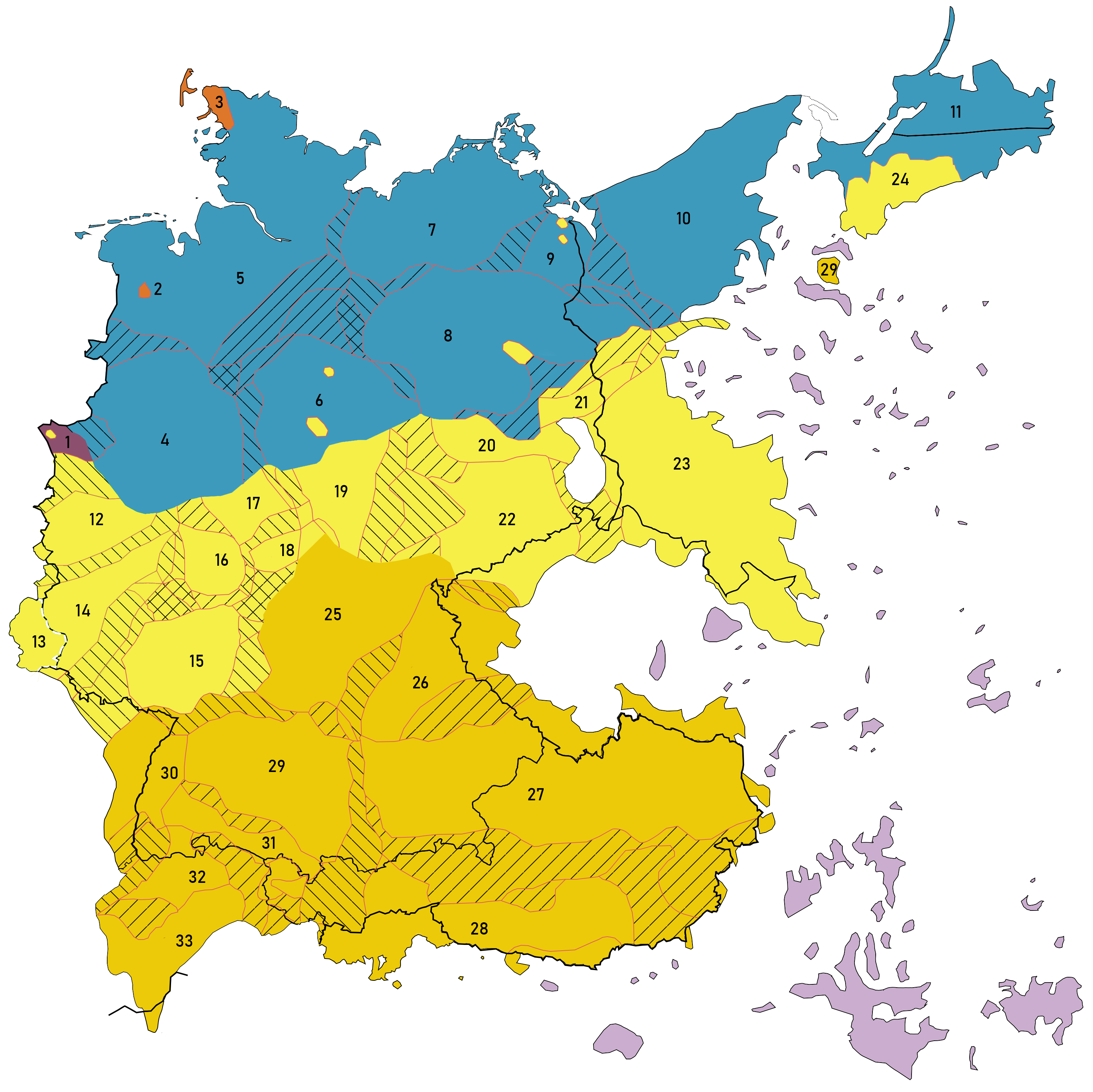
Mitteldeutsches Sprachgebiet –
seit 1945/50 praktisch nicht mehr existent:
23 = Schlesisch
24 = Hochpreußisch

Die ostmitteldeutschen Dialekte werden überwiegend im Süden der östlichen Bundesländer gesprochen, die auch häufig unter dem Begriff Mitteldeutschland zusammengefasst werden, also in erster Linie in Thüringen, Sachsen sowie dem südlichen Sachsen-Anhalt. Hinzu kommen Teile Brandenburgs und Berlin sowie Grenzlandschaften in Bayern, Hessen und Niedersachsen.
Insbesondere durch Flucht und die Nachkriegsvertreibungen gelangten viele Sprecher ostmitteldeutscher Dialekte aus Schlesien, Ostpreußen, Böhmen und Mähren in andere Gebiete und wurden dort assimiliert. Besonders um Oppeln existiert aber weiterhin eine Schlesisch sprechende deutsche Minderheit in Polen.
Das Ostfränkische bildet einen Übergang zu den oberdeutschen Dialekten und wird meistens auch dort eingeordnet. Das Vogtländische wird im Übergangsbereich vom Ostfränkischen zum Thüringisch-Obersächsischen gesprochen.

## Dialektgruppen des Ostmitteldeutschen

### Thüringisch-obersächsische Dialektgruppe
(Quelle:)
- Thüringisch
  - Zentralthüringisch
  - Nordthüringisch
  - Nordostthüringisch
  - Ostthüringisch
  - Südostthüringisch
  - Ilmthüringisch
  - Westthüringisch
- Obersächsisch
  - Osterländisch
  - Meißenisch
- Erzgebirgisch
- Nordobersächsisch-Südmärkisch
  - Südmärkisch (oder Südbrandenburgisch, mit mittelmärkischen, also ostniederdeutschen, und lausitzischen Einflüssen)

### Lausitzisch-schlesische Dialekte
(Quelle:)
- Lausitzisch (Sachsen und Brandenburg)
  - Westlausitzisch (Sachsen rund um Bischofswerda)
  - Oberlausitzisch (Sachsen rund um Zittau und Nachbarregionen, bis 1945 Nordostböhmen bis Děčín/Tetschen-Bodenbach)
  - Ostlausitzisch (Sachsen rund um Görlitz und Nachbarregionen)
  - Niederlausitzisch (Sachsen und Brandenburg rund um Cottbus und Nachbarregionen)

Als Folge des Zweiten Weltkriegs und der Flucht und Vertreibung des größten Teils der jeweiligen Dialekt-Sprecher sind die nachfolgenden ostmitteldeutschen Dialekte beginnend ab 1945 fast untergegangen. In Polen und Tschechien werden sie heute nur noch selten gesprochen. Laut polnischer Volkszählung 2002 gebrauchten damals noch etwa 200.000 Personen in Polen deutsche Dialekte.
- Schlesisch
  - Breslauisch
  - Brieg-Grottkauer Mundart (Brieg-Grottkauer-Schlesisch)
  - Gebirgsschlesisch
  - Glätzisch
  - Kräutermundart (Kräuterschlesisch)
  - Neiderländisch
  - Oberschlesisch
- Hochpreußisch (in Ostpreußen) mit Breslauisch und Oberländisch

## Wortschatz
Der Wortschatz der ostmitteldeutschen Dialekte wird erfasst und beschrieben im Brandenburg-Berlinischen Wörterbuch (Nordobersächsisch-Südmärkisch), im Thüringischen Wörterbuch (thüringische Dialekte), im Wörterbuch der obersächsischen Mundarten (obersächsische und lausitzische Dialekte), im Schlesischen Wörterbuch (schlesische Dialekte), im Sudetendeutschen Wörterbuch (ostmitteldeutsche Dialekte aus Böhmen, Mähren und Sudetenschlesien) und im Preußischen Wörterbuch (hochpreußische Dialekte).

## Regiolekte
Der Berliner Dialekt ist ein ostmitteldeutscher Metrolekt auf südmärkischem Substrat mit zusätzlichen Einflüssen aus anderen Sprachen.

## Beispiele für die Mundart
- Feumel ist ein Holzkegel aus gespaltenem Brennholz.
- Porstube ist ein Raum in einem Nebengebäude des Bauernhofes.